# Лунин, Михаил Сергеевич
 Михаи́л Серге́евич Лу́нин  (1787/1788—1845) — декабрист, аристократ, подполковник лейб-гвардии (1822).

## Биография

Герб русского дворянского рода Луниных

Родился в Санкт-Петербурге в семье действительного статского советника и богатого тамбовско-саратовского помещика, имевшего 1200 крепостных душ — аристократа Сергея Михайловича Лунина (1760 — 25.02.1817, умер от паралича, похоронен в тамбовском имении в селе Сергиевском) и Федосьи Никитичны Муравьёвой (1760—1792), дочери тайного советника и сенатора Никиты Артамоновича Муравьёва и сестры попечителя Московского университета и писателя Михаила Никитича Муравьёва. Получил домашнее образование; учителями его были англичанин Фостер, французы Бюте, Картье, швейцарец Малерб, швед Кирулф. Был воспитан, по собственным словам, в католичестве одним из своих преподавателей — аббатом Вовилье. Кроме французского языка, также хорошо знал английский, польский, латинский языки. В ранние годы Михаил Лунин проводил большую часть свободного времени в Тамбовской губернии, в доме своего дяди, М. Н. Муравьёва, одного из образованнейших людей своего времени.
В сентябре 1803 года был зачислен юнкером в лейб-гвардии Егерский полк; в январе 1805 года произведён в портупей-юнкеры и в том же году переведён эстандарт-юнкером в Кавалергардский полк; 8 октября этого же года произведён в корнеты. С 1805 года участвовал почти во всех серьёзных операциях русских войск против французов; за отличие при Гейльсберге был награждён орденом Св. Анны 3-й степени, участвовал в битве при Фридланде. В. В. Вересаев указывал на такое свидетельство: «Он написал главнокомандующему Барклаю-де-Толли письмо и предлагал послать его парламентёром к Наполеону; он брался подавая императору французов бумаги, всадить ему в бок кинжал».
В поручики Лунин был произведён 26 декабря 1807 года; в штаб-ротмистры — 28 сентября 1810 года. В этом звании он участвовал в Отечественной войне 1812 года: был в сражениях при Смоленске, Бородино, Тарутино, Малоярославце, Красном. В заграничный поход он отправился в звании ротмистра, которое получил 14 января 1813 года; участвовал в битвах при Лютцене, Бауцене, Дрездене, Кульме, Лейпциге, Фер-Шампенуазе и Париже; вернулся с полком в Петербург 18 октября 1814 года.
Спустя год, 6 октября 1815 года уволен в отставку «в результате представления рапорта об отпуске». С. Б. Окунь отмечал: «Александр, у которого к этому времени сложилось вполне определённое впечатление о Лунине, …просто решил избавиться от человека, всё поведение которого свидетельствовало о нежелании мириться с существующими порядками и все поступки которого носили характер открытого протеста». 

Лунин впал в немилость за смелые и публичные осуждения французского правительства Людовика XVIII, казнившего Нея и Лабефайера (вопреки капитуляции), и государь оттягивал его производство в полковники <…> отвечал Волконский. «Государь не хочет произвести тебя в полковники, а обойти тебя нет формального повода: ты аттестуешься хорошим по службе. Поэтому, если не хочешь вредить товарищам, задерживая и их производство, выходи в отставку! — Не имея никакого желания выходить в отставку, Лунин написал Волконскому, что, не находя причин, оправдывающих прошение об отставке, не может соблюсти обычной формы для оставления службы и поэтому решается уехать во Францию, но требует не считать себя беглецом, так как делает этот шаг не добровольно, а вынужденный нежеланием вредить другим»
— Декабрист Михаил Сергеевич Лунин. — Петроград, 1917. — С. 7—8.
Витийством резким знамениты,

Сбирались члены сей семьи

У беспокойного Никиты,

У осторожного Ильи.

Друг Марса, Вакха и Венеры,

Там Лунин дерзко предлагал

Свои решительные меры

И вдохновенно бормотал.

Читал свои ноэли Пушкин,

Меланхолический Якушкин,

Казалось, молча обнажал

Цареубийственный кинжал.
В 1816 году он вступил в «Союз спасения» и в дальнейшем был одним из основателей «Союза благоденствия», после прекращения деятельности которого стал членом «Северного тайного общества».
На совещании членов союза в 1816 году Лунин заявил, что не трудно устроить заговор и убить Александра I на Царскосельской дороге, по которой он обычно ездит без большой охраны. Для этого достаточно собрать группу решительных людей и одеть их в маски (чтобы спутники царя не узнали убийц). Как указал Н. Я. Эйдельман, «Пестель, по-видимому, предназначал Лунину место во главе „обреченной когорты“», то есть тех, кто должен был убить царя и наследника — великого князя Константина, а потом взять вину на себя. Однако, возможно, Лунин даже не знал о таковых планах Пестеля в отношении себя. В дальнейшем Лунин отошёл от точки зрения о необходимости цареубийства.
В сентябре 1816 года Лунин уехал в Париж, где познакомился с А. Сен-Симоном. «Там он узнал, что от петербургского банкира Ливио получено на его имя извещение о внезапной смерти его отца и о том, что он наследовал имение с ежегодным доходом в 200 тысяч рублей» и в первой половине 1817 года он вернулся в Россию. Михаил Сергеевич Лунин унаследовал «родовое недвижимое имение Тамбовской губернии, Кирсановского уезда, в селе Сергиевском, Ржавино тож, и в Никитском, Саратовской губернии, Вольского уезда, в деревне Анненой, Платьма тож». В марте 1819 года он сделал духовное завещание, по которому в течение 5 лет со дня его смерти следовало уничтожить в унаследованных им имениях крепостное право, однако воля его не могла и не была исполнена. Его сестра Екатерина под давлением мужа оспорила завещание в 1826 году. Имение досталось ей, однако вскоре после этого её муж Фёдор Александрович Уваров пропал без вести. Многие думали, что он покончил с собой из-за того, что заставил жену оспорить завещание брата.
Вновь вступил в службу 20 января 1822 года — ротмистром Польского Уланского полка, расквартированного под Слуцком. 5 мая 1824 года он был переведён в Варшаву — в Лейб-гвардии Гродненский гусарский полк — адъютантом Великого князя Константина Павловича, который был главнокомандующим войсками Варшавского военного округа. С 5 мая 1824 года командовал 4-м эскадроном Гродненского гусарского полка. 21 мая 1825 года произведен в подполковники. 
После 1822 года Лунин отошёл от идей основателей движения, оставаясь приверженцем необходимости политических перемен в России и прежде всего — освобождения крестьян. В основном он отвергал способы, предлагавшиеся участниками тайных обществ, как неприемлемые.
В событиях 14 декабря 1825 года в Санкт-Петербурге М. С. Лунин не принимал участия, так как в то время находился на службе в Польше. В марте 1826 года вызывался свидетелем по делу о восстании в Варшавский следственный комитет. Из декабристов Лунин был арестован последним: 10 апреля 1826 г. отправлен в Петербург под конвоем и в сопровождении фельдъегеря. В ночь на 16 апреля помещён в Петропавловскую крепость.

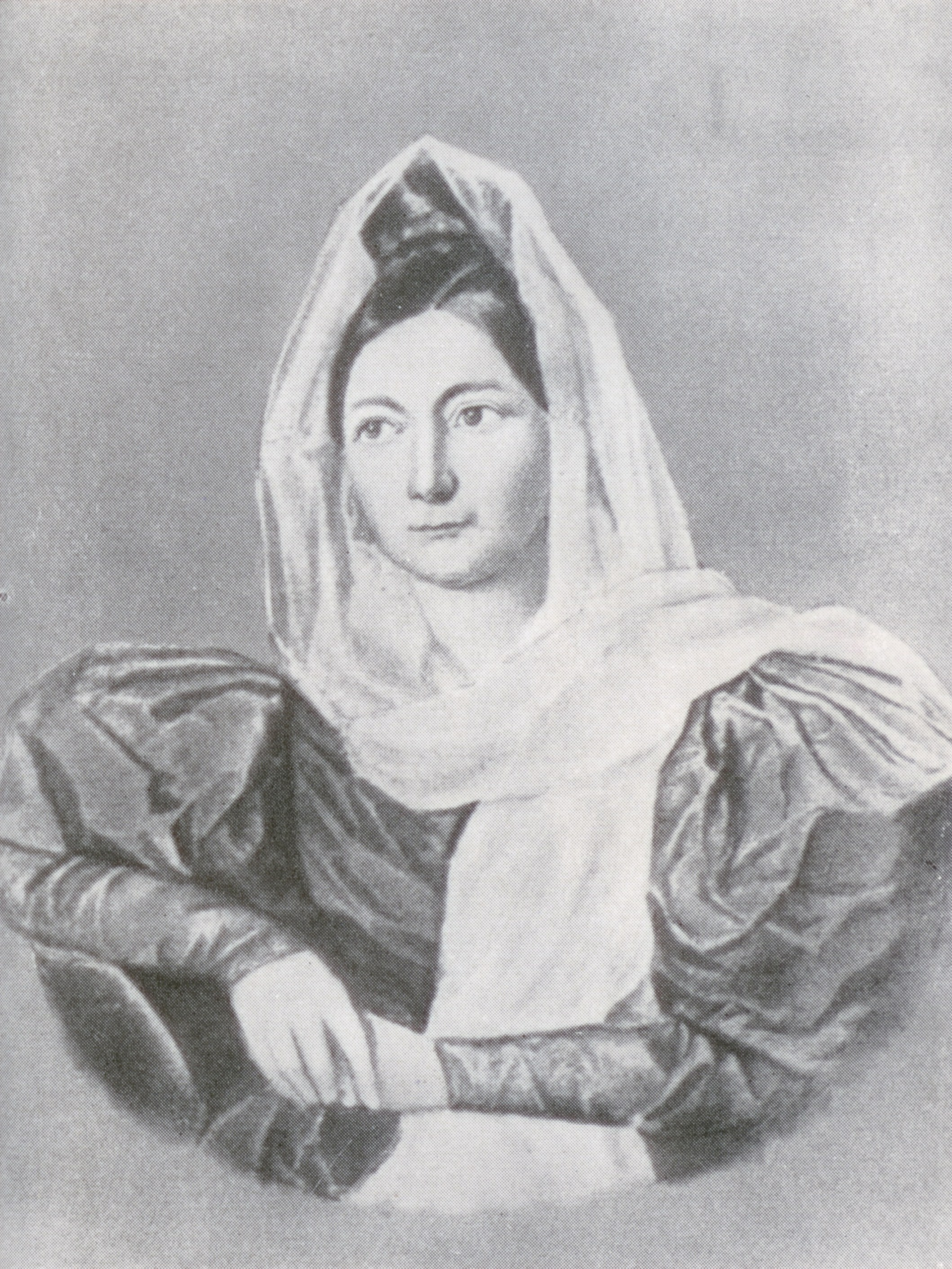
Екатерина Уварова, сестра

Следственному комитету Лунин заявил: «Я поставил себе неизменным правилом никого не называть поимённо». Факт своего участия в тайном обществе не отрицал.
В 1826 году М. С. Лунин был осуждён по I разряду, — в основном, за план цареубийства 1816 года. Приговорён к пожизненной каторге, но 10 июля 1826 года срок каторги сокращён до 20 лет, по манифесту от 22 августа 1826 г. — до 15 лет с последующим поселением в Сибири навечно. В 1832 году срок каторги был сокращён до 10 лет.
После заключения в крепости Свеаборг и Выборгской тюрьме был направлен в Читинский острог (в конце июня 1828 года). Переведён на Петровский завод в сентябре 1830 года. В 1836 году вышел на поселение в селе Урик.

### Лунинские письма из Сибири
В 1837 году Лунин создаёт серию политических писем, адресованных сестре: он задался целью написать историю декабристского движения. Предполагалось, что письма станут известны широкому кругу читателей. В начале 1838 года он пишет «Розыск исторический» (краткое обозрение прошлого Российского государства), в сентябре 1838 года «Взгляд на Русское Тайное Общество с 1816 по 1826 года» (очерк по истории тайных обществ), в ноябре 1839 года «Разбор Донесения, представленного императору Тайной комиссией 1826 г.» (содержит критическое исследование «Донесения» и взгляд автора на декабристское движение с обозначением его истинных целей). Лунин планировал написать «Разбор деятельности Верховного уголовного суда» для чего просил сестру прислать документы и материалы, касающиеся Восстания 14 декабря: публикации газет, рассказы очевидцев. Замысел не был осуществлён, так как Лунин не получил требуемые материалы.

### Арест и заключение в Акатуе
В Иркутске сложился кружок распространителей сочинений Лунина: преподаватели местных училищ Журавлёв и Крюков, казачий офицер Черепанов, декабрист П. Ф. Громницкий. Кроме того, некоторые письма Лунина регулярно публиковались в английской прессе.
Чиновник особых поручений при иркутском губернаторе Руперте Успенский увидел список одного из произведений Лунина у Журавлёва, взял его якобы для прочтения, снял копию и переслал с донесением А. Х. Бенкендорфу. В ночь с 26 на 27 марта 1841 года Лунин был арестован, его бумаги изъяты. Лунин был заключён в Акатуйскую тюрьму.

Лунин нисколько не удивился своему новому аресту; он всегда ожидал, что его снова засадят в тюрьму, и всегда говорил, что он должен в тюрьме окончить свою жизнь, хоть, впрочем, он очень любил свободно скитаться с ружьём и проводил большую часть своей жизни на охоте. Однажды я был у него на святках, и он спросил меня, что по мнению моему последует ему за его письма к сестре? Я отвечал, что уже четыре месяца прошло, как он возобновил переписку, и если до сих пор и не было никаких последствий, то, вероятно, никаких и не будет и впредь. Это его рассердило; он стал доказывать, что этого быть не может и что непременно его запрут в тюрьму, что он должен в тюрьме окончить жизнь свою.— Записи С. П. Трубецкого на „Записки“ В. И. Штейнгеля.
Декабристы, бывшие на поселении рядом с Иркутском, узнали об аресте Лунина от Артамона Муравьёва. Перед отправкой в Акатуй Лунин был доставлен в Иркутск утром 27 марта и до 5 часов вечера содержался на квартире губернатора Копылова в отдельной комнате, которую охраняли жандармы. Л. Львов (чиновник, бывший в Урике с ревизией) сумел увидеться там с Луниным и был поражён спокойствием арестованного.
По воспоминаниям Львова, он сумел договориться с офицером, который сопровождал Лунина об остановке лошадей на некоторое время в лесу под Иркутском, чтобы друзья могли встретиться с ним. В 30 верстах, рядом с почтовой дорогой, арестованного ждали Мария и Сергей Волконские, Артамон Муравьёв, Якубович и Панов. Судя по рассказу Львова, там же Михаилу Сергеевичу были переданы 1000 рублей ассигнациями, которые Волконская зашила в шубу, предназначенную ему. Факт встречи подтверждается письмом Лунина Волконским от 30 января 1842 года, факт передачи денег — результатами обыска Лунина в Урике (тогда у него было найдено всего 20 рублей ассигнациями) и в Акатуе (1000 рублей ассигнациями, по его словам, полученные «от родственников в разные времена»).
3 декабря 1845 года Лунин скончался в тюрьме. По официальной версии, причиной смерти был апоплексический удар. Современники, а позднее историки С. Б. Окунь и Н. Я. Эйдельман считали, что Лунин был убит.

## Адреса в Санкт-Петербурге
- 1814—1815, 1817—1822 — Рижский проспект, 76 (ул. Степана Разина, 6). Памятник истории Федерального значения;
- 1815—1816 — дом Дубецкой — Торговая улица, 14.

## Комментарии
1. ↑  Во время Аустерлицкого сражения он участвовал в знаменитой атаке кавалергардов, описанной Львом Толстым в романе «Война и мир».